# Lomas Coloradas
Lomas Coloradas es un barrio de San Pedro de la Paz, perteneciente a su vez a la provincia de Concepción, Chile. La localidad se sitúa entre la cordillera de la Costa por el este, la Ruta 160 camino a Coronel por el oeste, el humedal Los Batros por el norte y Escuadrón por el sur.
El sector Loma Colorada fue parte del fundo Loma Colorada. Su nombre proviene del color rojizo que tiene la tierra de las laderas del cerro.  El antiguo caserío  terminó por convertirse en población.[cita requerida] . El nombre del sector en singular, Loma Colorada, fue un distrito perteneciente a la subdelgación de San Pedro, entidad que formó parte del antiguo departamento de Lautaro, para luego conformar el departamento de Coronel. 
El barrio se empezó a urbanizar en los años 1970. En 2002, poseía 1729 viviendas, de cuales 1706 estaban emplazadas en área urbana y 23 en área rural.

## Transporte

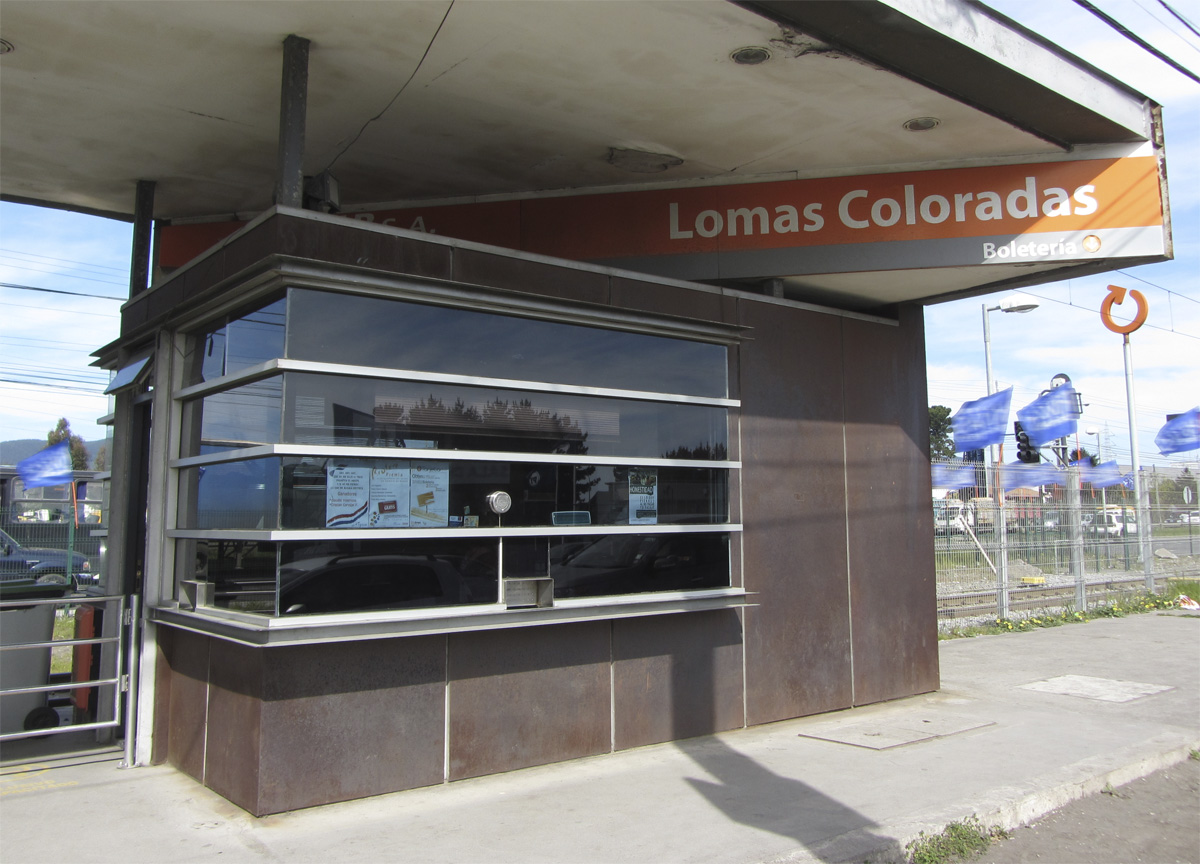
Estación Lomas Coloradas del Biotrén, en 2013.

Un recorrido de la línea de buses San Pedro, Ruta C22, transita por dentro de Lomas Coloradas, teniendo una de sus paradas finales en este barrio, y la otra en Concepción. Por la Autorruta Concepción-Lota, por su parte, justo a la entrada de la comuna, pasan los buses intercomunales Lota-Coronel que conectan Concepción con Coronel y Lota.
Asimismo, justo frente a Lomas Coloradas, está la Estación Lomas Coloradas de la Línea 2 del servicio del Biotrén, a través del cual se puede ir hasta Concepción, Chiguayante y Talcahuano.

## Medios de comunicación
Desde el año 2002 la histórica Radio Lomas 97.7 informa a los vecinos y vecinas de Lomas Coloradas y sus alrededores, antiguamente funcionaba al aire. Actualmente, entregando información mediante redes sociales principalmente: Facebook e Instagram.